# Halowe Mistrzostwa Europy w Lekkoatletyce 1988 – bieg na 1500 m kobiet
Bieg na 1500 metrów kobiet – jedna z konkurencji biegowych rozgrywanych podczas halowych lekkoatletycznych mistrzostw Europy w  hali Sport Csárnok w Budapeszcie. Eliminacje zostały rozegrane 5 marca, a bieg finałowy 6 marca 1988. Zwyciężyła reprezentantka Rumunii Doina Melinte. Tytułu zdobytego na poprzednich mistrzostwach nie broniła Sandra Gasser ze Szwajcarii.

## Rezultaty

### Eliminacje
Rozegrano 2 biegi eliminacyjne, do których przystąpiło 12 biegaczek. Awans do finau dawało zajęcie jednego z pierwszych trzech miejsc w swoim biegu (Q). Skład półfinałów uzupełniły trzy zawodniczki z najlepszym czasem wśród przegranych (q).
Opracowano na podstawie materiału źródłowego.
Bieg 1
| Miejsce | Zawodniczka       | Czas    | Uwagi |
| ------- | ----------------- | ------- | ----- |
| 1       | Brigitte Kraus    | 4:16,02 | Q     |
| 2       | Mitica Constantin | 4:16,80 | Q     |
| 3       | Rita Csordos      | 4:16,80 | Q     |
| 4       | Heléna Barócsi    | 4:16,85 | q     |
| 5       | Anuszka Dimitrowa | 4:17,47 |       |
| 6       | Valentina Tauceri | 4:19,97 |       |

Bieg 2
| Miejsce | Zawodniczka         | Czas    | Uwagi |
| ------- | ------------------- | ------- | ----- |
| 1       | Marina Jaczmieniowa | 4:10,15 | Q     |
| 2       | Doina Melinte       | 4:11,53 | Q     |
| 3       | Maite Zúñiga        | 4:11,92 | Q     |
| 4       | Katalin Rácz        | 4:12,77 | q     |
| 5       | Christine Toonstra  | 4:14,05 | q     |
| 6       | Uta Eckhardt        | 4:23,59 |       |

### Finał
Opracowano na podstawie materiału źródłowego.
| Miejsce | Zawodniczka         | Czas    |
| ------- | ------------------- | ------- |
| 1       | Doina Melinte       | 4:05,77 |
| 2       | Mitica Constantin   | 4:06,16 |
| 3       | Brigitte Kraus      | 4:07,06 |
| 4       | Marina Jaczmieniowa | 4:08,31 |
| 5       | Maite Zúñiga        | 4:11,31 |
| 6       | Katalin Rácz        | 4:12,05 |
| 7       | Rita Csordos        | 4:12,63 |
| 8       | Christine Toonstra  | 4:14,94 |
| 9       | Heléna Barócsi      | 4:17,36 |